# Marc-René de Voyer de Paulmy d'Argenson den äldre
Marc-René de Voyer de Paulmy d'Argenson, född 4 november 1652, död 8 maj 1721, var en fransk statsman, far till René Louis de Voyer de Paulmy d'Argenson och Marc Pierre de Voyer de Paulmy d'Argenson.
d'Argenson blev 1697 polischef i Paris och genomförde som sådan en förut okänd ordning, utvecklade det politiska polisväsendet och medverkade till en vidsträckt användning av Lettre de cachet. Då hertigen av Orléans 1718 ville bryta parlamentets motstånd mot bland annat vissa av John Laws finansoperationer, blev de Argenson storsigillbevarae och chef för finansrådet. Han ville emellertid noggrant övervaka den finansiella administrationen och inte utan vidare lämna Law fria händer, vilket hertigen tänkt sig. d'Argenson måste därför i januari 1720 lämna finansrådet och i juni befattningen som storsigillbevarare. Det goda förhållandet till hertigen fortsatte dock, och denne rådfrågade honom ofta.